# Pedro de Oñate
Pedro Escobar de Oñate (Valladolid, enero de 1567 - Lima, 31 de diciembre de 1646) fue un jurista jesuita.
Pedro Escobar de Oñate, según su partida de bautismo nació en enero de 1567, en Valladolid, hijo de Escobar de Oñate y Mariana de Sosa. Fue bautizado en la Iglesia de San Juan Apóstol de Valladolid.
Novicio jesuita desde 1586. Llegó a Perú en 1592, donde hizo su segunda profesión en 1603. Dirigió el Noviciado de San Antonio Abad de Lima de 1604 a 1609. Asistente del Provincial Sebastián de la Parra hasta 1615 en que se le nombra Provincial en Paraguay, ejerciendo el cargo de 1615 a 1624. Fundó los Colegios de Buenos Aires, Concepción, Corrientes, Mendoza y San Miguel. De vuelta al Perú, fue profesor en el Colegio Máximo de San Pablo de Lima y fue examinador sinodal del Arzobispado de Lima, además de Calificador del Tribunal del Santo Oficio.
Cabe destacar que cuando era el encargado Provincial de los Jesuitas del Paraguay y del Río de la Plata, adquirió la Estancia Jesuítica Jesús María, el 15 de enero de 1618, y fue quien le dio su nombre. Es por ello que en la Ciudad de Jesús María, Córdoba se celebra el día del origen. Su fundador debería de ser Pedro de Oñate.

## Obras
- De contractibus, 4 tomos, Roma 1646-1654.